# Teatro del Mondo

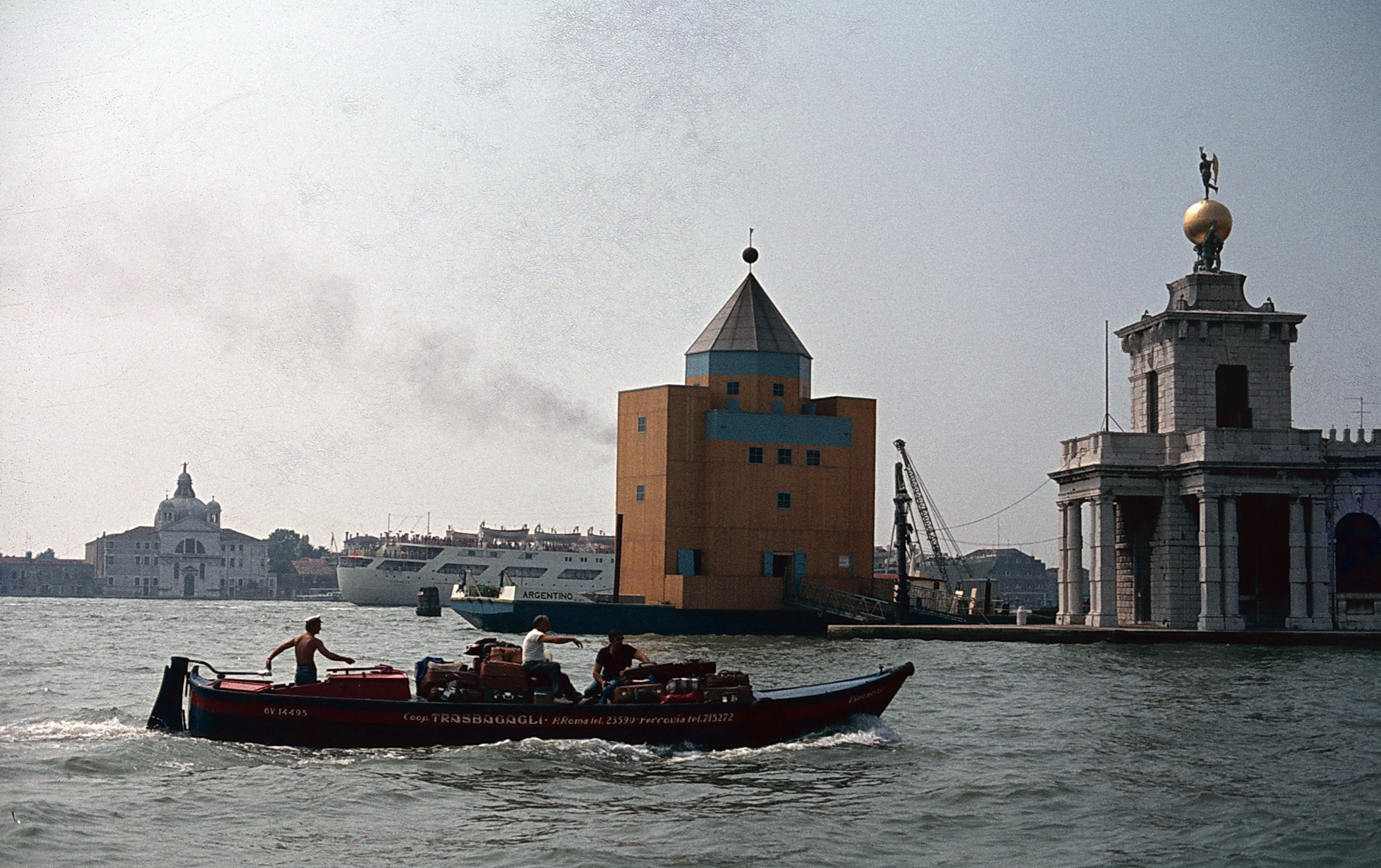
Teatro del Mondo di Aldo Rossi, Venezia 1980

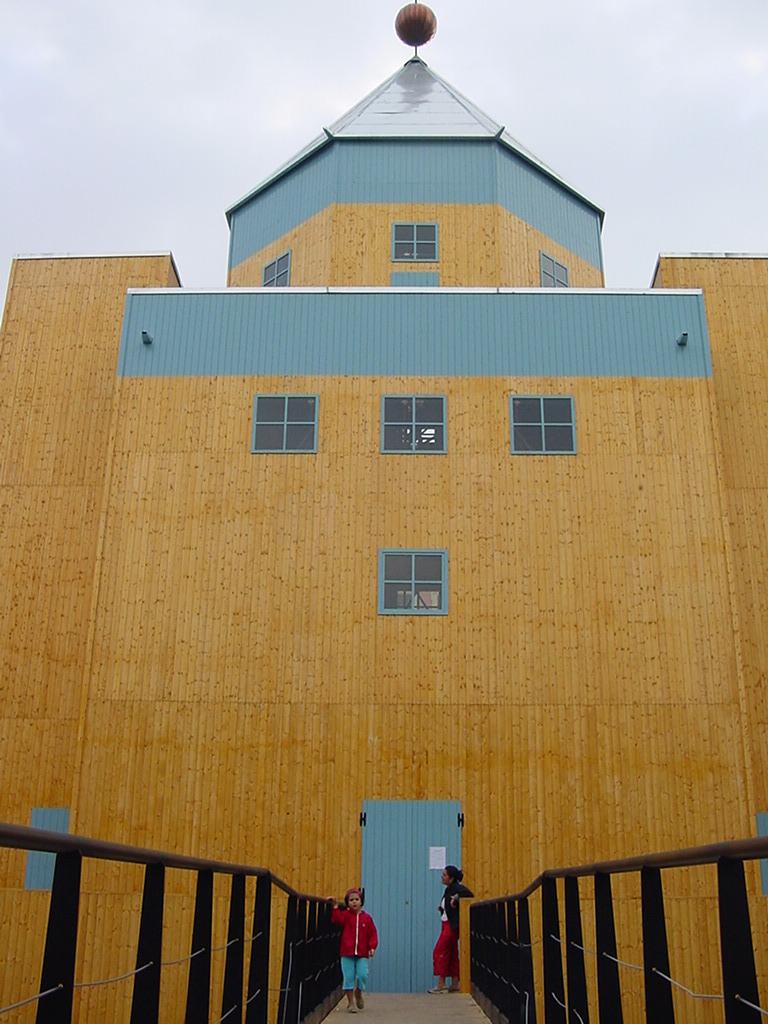
Il Teatro del Mondo a Genova nel 2004

Il Teatro del Mondo è stato una installazione artistica inaugurata a Venezia nel 1979, in occasione della Biennale di Venezia del 1980.
È stato uno dei progetti più suggestivi dell'opera di Aldo Rossi.

## Storia
Il teatro fu costruito in un bacino di Fusina, un piccolo porto della laguna, su di una chiatta. Fu quindi rimorchiato a Venezia e ormeggiato alla Punta della Dogana, sul Canal Grande, di fronte a Piazza San Marco.
L'edificio era costituito da una struttura portante in tubi di acciaio rivestita da un tavolato di legno e raggiungeva un'altezza complessiva di 25 metri. Il corpo principale del teatro era costituito da un parallelepipedo a base quadrata di circa 9,5 metri di lato per un'altezza di 11 metri. Sulla sua sommità, un tamburo ottagonale sosteneva una copertura a falde in zinco. All'interno il palcoscenico era situato al centro, e il pubblico prendeva posto ai lati o nelle gallerie al piano superiore raggiungibili tramite le scale poste ai lati del parallelepipedo.
"Fu Manfredo Tafuri a far notare che il corpo ottagonale apparve per la prima volta in una proposta di concorso (1977) per il Centro Direzionale di Firenze, la cui composizione generale ruotava attorno ad un teatro-museo, che ricorda i battisteri di Firenze e Parma. A complicare la narrazione, Rossi attira l’attenzione di critici e commentatori su un fascino per i fari che aveva ammirato con stupore infantile nelle sue escursioni lungo le coste del Maine."
Il teatro poteva accogliere fino a 400 spettatori di cui 250 seduti. Al termine delle manifestazioni della Biennale il Teatro del Mondo attraversò l'Adriatico per raggiungere Ragusa, in Dalmazia. Nel 1981 l'opera è stata smontata.
Nel 2004 il Teatro è stato ricostruito a Genova come una delle installazioni in occasione della designazione di Genova come capitale europea della cultura. Non essendo stati rinvenuti i disegni di progetto originali, la ricostruzione del Teatro del Mondo è avvenuta dopo vari studi, per consentire la riproduzione dell'opera sia dal punto di vista architettonico sia strutturale. L'anno successivo il teatro è stato nuovamente smontato.